# Заткнись и танцуй
«Заткнись и танцуй» (англ. Shut Up and Dance) — третий эпизод третьего сезона телесериала «Чёрное зеркало». Главные роли исполняют Джером Флинн и Алекс Лоутер. Сценарий написали Чарли Брукер и Уильям Бриджес. Премьера состоялась 21 октября 2016 года на Netflix.

## Сюжет
Женщина (Сюзанна Дойл) останавливает машину на парковке, нервно кладет ключи на одно из колес, получает сообщение и уходит.
Подросток Кенни (Алекс Лоутер) вынужден установить антивирус на свой ноутбук после того, как им пользовалась его сестра. Он удаляет вирус, однако неизвестный хакер получает доступ к веб-камере на ноутбуке и записывает, как Кенни мастурбирует. Кенни получает сообщение с видеозаписью. Понимая, что его ноутбук взломали, он его выключает. Хакер отправляет ещё одно сообщение с требованием прислать ему номер телефона, иначе грозится выложить видео в сеть и распространить среди его контактов. Кенни выполняет требование. После этого хакер требует держать телефон включённым и заряженным, а также с включённой функцией геолокации, чтобы всегда знать, где Кенни находится. Также хакер приказывает Кенни ждать, пока он не будет «активирован».
Придя на работу, Кенни получает сообщение от хакера, который требует от него быть на парковке ровно в полдень. Кенни говорит боссу (Анна Стол), что болен, успевает вовремя и встречает там мотоциклиста с пакетом. Мотоциклист — такая же жертва хакера, которой также сказали приехать туда. Мотоциклист (Иванна Иеремия) передаёт Кенни коробку с тортом внутри и фотографирует его — как доказательство того, что посылка передана. Кенни должен доставить торт мужчине в гостиничном номере. Зайдя в номер, Кенни встречает Гектора (Джером Флинн), которому также пишет хакер. Кенни делает подтверждающую фотографию Гектора, после чего им приказано вдвоём зайти на парковку и сесть в машину, которую оставила женщина.
Хакер указывает место за городом, куда они вдвоём должны поехать. Гектор объясняет, что хакеры прикинулись проституткой Минди, которую он ждал в отеле. Будучи женатым, он вынужден выполнять приказы хакера, чтобы не потерять возможность видеть детей. Он рассказывает Кенни, что сам отправил Минди непристойные фотографии и сообщения, которыми его стали шантажировать. Кенни начинает плакать, понимая, что с ним сделали то же самое. Когда они добираются до указанного места, им велят заглянуть внутрь торта. Расковыряв бисквит, они находят внутри пистолет, бейсболку, сумку и жёлтые очки для компьютерщиков, после чего им приказывают ограбить банк. Они решают, что Гектор будет водителем, а Кенни, не имеющий прав, — грабителем. Несмотря на леденящий страх, Кенни всё же удаётся ограбить банк. Они уезжают с места преступления.
Гектора заставляют самостоятельно уничтожить машину. В то же время Кенни должен отнести деньги в лес неподалеку. Они расходятся. Кенни приходит к указанному месту и встречает там человека (Пол Бейзли) с дроном. Мужчина рассказывает, что он также жертва хакера и теперь они должны биться до смерти. Победитель при этом заберёт деньги. Также мужчина спрашивает о том, насколько маленькими были те, на кого Кенни мастурбировал. Последний достаёт пистолет, хочет сперва застрелить мужчину, но потом пытается вместо этого застрелиться сам, — однако пистолет оказывается незаряженным. Они начинают драться, камера дрона наблюдает за ними.
Гектор возвращается домой и получает от хакера ещё одно сообщение: картинку с изображением trollface. Гектор понимает, что его жена знает, что он снимал проститутку. Другие жертвы хакера также получают подобное сообщение; информация, которой их шантажировали, также обнародована. Кенни идёт из леса, окровавленный и с сумкой денег. Ему звонит мама и рассказывает, что в сети появилось видео его мастурбации на детское порно. Кенни ничего не отвечает и также получает сообщение с троллфейсом. Неожиданно его настигает синий свет от проблесковых маячков полицейских машин: его арестовывают. Кенни молча принимает это.

## Производство
В интервью Чарли Брукер рассказал, что сюжет претерпел много изменений во время производства и в эпизоде изначально не планировалось финального поворота сюжета. Он также сообщил, что в одной из версий сценария вообще не было причин описываемых событий, а в другой версии роли были другими и персонаж Джерома Флинна имел чрезвычайно мрачную тайну.

## Критика
- Тим Гудмен с The Hollywood Reporter описал игру Алекса Лоутера как «одну из лучших вещей 2016 года»[3].
- С другой стороны, Адам Читвуд с сайта Collider заметил, что, хотя это и «неплохой эпизод», но он вышел «удручающе напряжённым, немножко длинноватым и одним из самых тёмных в сезоне»[4].
- Робби Коллин из The Daily Telegraph поставил эпизоду 5/5, описав его как «душевно-огненный и непрерывно ударный»[5].
- Софи Гилберт из The Atlantic сравнила эпизод с «Белым медведем» — другим эпизодом «Чёрного зеркала», в котором с виду невинный человек оказывается преступником[6].